# Pterochroza ocellata
Pterochroza ocellata là một loài châu chấu thuộc chi Pterochroza. Chúng đã được phát hiện ở Guyana (Nam Mỹ) trong đợt thám hiểm dãy núi Acarai của RAP vào năm 2006. Loài này có đôi cánh bắt chước lá khô. Cánh có màu sắc. Chúng là loài côn trùng rừng mưa lớn có khả năng ngụy trang để tránh kẻ săn mồi.